# Landolt & Cie
O Landolt & Cie, banquiers é um banco privado suíço especializado em gerenciamento de ativos para clientes particulares ricos, com sede em Lausana e fundada em 1780 em Lausana. Desde então, foi adquirida pela Hermann Hofstetter e em 1973 foi renomeada Hofstetter, Landolt & Cie, quando Marc-Edouard Landolt se juntou a Bernard Hofstetter como parceiro. Em 1990, foi renomeado para Landolt, Lonfat & Cie., Banqueiros e em 1994 Landolt & Cie, banqueiros.
É organizado na forma de um Kommanditgesellschaft com três parceiros. O banco é especializado em gerenciamento de ativos para clientes particulares e investidores institucionais e é a instituição mais antiga na região de língua francesa da Suíça. O banco possui escritórios secundários em Genebra e Crans-Montana.
Em 2013, tornou-se o banco mais antigo da Suíça, após o colapso da Wegelin & Co. (sem contar o Berenberg Bank AG, subsidiária suíça do Berenberg Bank).